# Чипева Фолс (Висконсин)
Чипева Фолс (енгл. Chippewa Falls) град је у америчкој савезној држави Висконсин.

## Демографија
По попису из 2010. године број становника је 13.661, што је 736 (5,7%) становника више него 2000. године.
| Група             | 2000.          | 2010.          |
| Белци             | 12.579 (97,3%) | 12.835 (94,0%) |
| Афроамериканци    | 39 (0,3%)      | 228 (1,7%)     |
| Азијати           | 87 (0,7%)      | 127 (0,9%)     |
| Хиспаноамериканци | 82 (0,6%)      | 221 (1,6%)     |
| Укупно            | 12.925         | 13.661         |